# Złoty Stolec

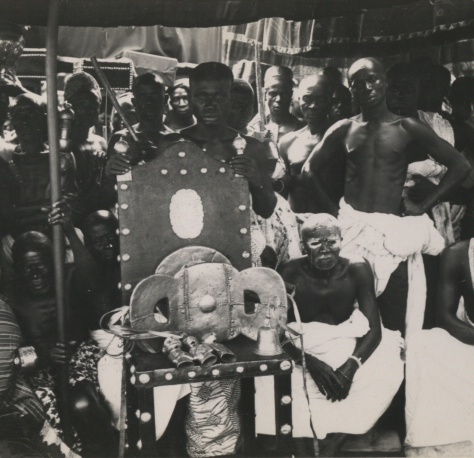
Złoty Stolec w 1935 roku

Złoty Stolec (asante: Sika 'dwa) – tron królów Aszanti – Asantehene, według legendy sprowadzony został z niebios przez Okomfo Anokye – wielkiego Guru w Ghanie, w celu ustanowienia pierwszego króla – Osei Tutu.

## Symbolika i rytuały
Siedzenia takie były tradycyjną symboliką przywództwa, ale Asante wierzą, że Złoty Stolec mieści w sobie dusze narodu Asante, żyjących, martwych i nienarodzonych. Każdy Stolec uważany jest za siedzibę duszy prawowitego właściciela i kiedy nie jest używany i stoi oparty o ścianę, inne przechodzące obok dusze nie powinny na nim zasiadać. Królewski tron nigdy nie może dotknąć ziemi, dlatego zawsze stawiany jest na kocu. Podczas koronacji nowy król jest podnoszony i opuszczany ponad tronem bez jego dotykania. Tron przynoszony jest królowi na podstawie, ponieważ tylko sam Asantehene ma prawo go dotykać. Nie wszyscy mogli oglądać tron i tylko król oraz jego zaufani doradcy znają miejsce jego ukrycia.

## Historia konfliktów
W związku z tronem wybuchło kilka wojen. W roku 1896 Asantehene Prempeh I wolał zostać deportowany z kraju, niż ponieść ryzyko wybuchu wojny i utraty tronu. W roku 1900 gubernator Złotego Wybrzeża sir Frederick Hodgson, zażądał przyznania mu Stolca i nakazał prowadzenie jego poszukiwań. To sprowokowało rebelię zbrojną znaną jako wojna o Złoty Stolec, która zakończyła się aneksją Aszanti do Imperium Brytyjskiego, ale też utrzymaniem świętości Złotego Stolca.
W roku 1920 afrykańscy pracownicy drogowi odkryli tron i ograbili go ze złotych ozdób, za co zostali osądzeni i zgodnie z miejscowym zwyczajem skazani na śmierć. Brytyjczycy interweniowali w tej sprawie, a grupa ta została wypędzona.
W roku 1935 Brytyjczycy pozwolili odnowić urząd Asantehene, ale tylko w czysto ceremonialnej roli. Stolec użyty został podczas drugiej ceremonii koronacyjnej Otumfuo Nana Osei Agyeman Prempeh II (zob. Asantehene).

## Wygląd i wykonanie
Każdy Złoty Stolec wykonany jest z wygiętej, pojedynczej kłody drewna, z wyrzeźbionym w kształcie półksiężyca siedzeniem, płaską podstawą, misternie wykonanym oparciem, wysokim na 46 cm, szerokim na 61 cm i głębokim na 30 cm podestem. Cała jego powierzchnia wyłożona jest złotem i obwieszona dzwonkami w celu ostrzeżenia króla o grożącym mu niebezpieczeństwie. Kopie tronu były wytwarzane dla wodzów i podczas ich pogrzebów ceremonialnie poczerniane zwierzęcą krwią – symbolem ich mocy na całe pokolenia. Dzisiaj Stolec jest jednym z najważniejszych punktów skupiających plemiona, ponieważ dowodzi o ciągłości dziedziczenia tronu i sile narodu.
Wiele wzorów i symboliczne znaczenie Złotego Stolca oznacza, że każdy tron jest unikatowy; każdy ma inne znaczenie dla osoby, której dusza na nim zasiada. Kilka z nich zawiera wzory zwierzęce albo obrazy przywołujące z powrotem osobę, która go używała. Zasadniczy kształt Stolców Asante był skopiowany przez inne kultury i sprzedawany na całym świecie.